# Росхолт (Висконсин)
Росхолт (енгл. Rosholt) град је у америчкој савезној држави Висконсин.

## Демографија
По попису из 2010. године број становника је 506, што је 12 (-2,3%) становника мање него 2000. године.
| Група             | 2000.       | 2010.       |
| Белци             | 504 (97,3%) | 486 (96,0%) |
| Афроамериканци    | 0 (0,0%)    | 0 (0,0%)    |
| Азијати           | 0 (0,0%)    | 0 (0,0%)    |
| Хиспаноамериканци | 11 (2,1%)   | 16 (3,2%)   |
| Укупно            | 518         | 506         |